# Semana de la Crítica
La Semana de la Crítica (en francés: Semaine de la Critique), fue creada en 1962 y organizada por el Syndicat français de la critique de cinéma et des films de télévision. Fue creada después de la exhibición de The Connection dirigida por Shirley Clarke en el festival Internacional de Cannes de 1961.
Es la sección paralela no-competitiva del Festival de Cannes. Muestra el primer y el segundo largometraje de directores de todo el mundo, y se ha mantenido fiel a su tradición de descubrir nuevos talentos. Bernardo Bertolucci, Leos Carax, Wong Kar-wai, Jacques Audiard, Arnaud Desplechin, Gaspar Noé, François Ozon o Alejandro González Iñárritu
 han pasado por esta sección. 
La Semana Internacional de la Crítica presenta una programación muy selectiva de solo siete largometrajes y siete cortometrajes en Cannes para que las películas puedan tener una mayor visibilidad. El Gran Premio de la Semana de la Crítica (Premio Nespresso) ha sido otorgado por la prensa (periodistas y críticos de cine están invitados a votar después de cada proyección de la Selección). Los largometrajes también se presentan para el Premio SACD al mejor guion y el Premio ACID que ayuda a distribuir la película. En 2012, se presentó el Premio Visionario de Francia 4 (Prix Revelation) para reflejar "la pasión del cinéfilo por el talento joven" en la industria del cine. Los cortometrajes pueden recibir el Premio Canal + al mejor cortometraje y el Premio Kodak Discovery. Los primeros largometrajes también corren para la Caméra d'Or.

## Premios
- Largometrajes
  - Gran Premio Nespresso
  - France 4 Visionary Award
  - Premio SACD
- Cortometrajes
  - Premio Leica Cine Discovery al cortometraje
  - Premio Canal+